# The Continental: From the World of John Wick
The Continental: From the World of John Wick, o simplemente The Continental, es una miniserie de televisión de drama criminal estadounidense desarrollada por Greg Coolidge, Kirk Ward y Shawn Simmons que sirve como una precuela derivada de la franquicia de John Wick. Coolidge y Ward escriben y actúan como showrunners de la serie. El primer y tercer episodio son dirigidos por Albert Hughes y el segundo episodio por Charlotte Brändström, con Colin Woodell y Mel Gibson como protagonistas del programa.
La serie se estrenó el 22 de septiembre de 2023 en la plataforma Peacock en los Estados Unidos y por Prime Video al resto del mundo.

## Premisa
The Continental: From the World of John Wick cuenta la historia de fondo de cómo Winston Scott llegó a su posición como propietario del hotel The Continental en la década de 1970 y lo establece como un refugio seguro para asesinos donde no se pueden hacer negocios. Explora eventos del mundo real, incluido el invierno del descontento y el ascenso al poder económico de la mafia estadounidense.

## Elenco
- Colin Woodell como Winston Scott: Un hombre de negocios criado en el inframundo criminal que debe enfrentar su pasado cuando es encontrado por Cormac. Ian McShane interpreta una versión mayor del personaje en las principales películas de John Wick.
- Mel Gibson como Cormac O'Connor: Un sádico gánster que dirige el Continental de Nueva York durante la década de 1970.
- Hubert Point-Du Jour como Miles: Un veterano de guerra que se desempeña como traficante de armas.
- Jessica Allain como Lou: Una experta en artes marciales que dirige un importante dojo y hermana de Miles.
- Mishel Prada como KD: Una detective de la policía de la ciudad de Nueva York sin paciencia con la corrupción que acosa a la fuerza policial.
- Nhung Kate como Yen: La esposa de Frankie.
- Ben Robson como Frankie Scott: El hermano mayor de Winston.
- Peter Greene como el tío Charlie
- Ayomide Adegun como Caronte: El joven recepcionista del Continental y hombre de confianza de Cormac. El difunto Lance Reddick interpretó una versión mayor del personaje en las principales películas de John Wick hasta su fallecimiento en 2023.
- Jeremy Bobb como Mayhew: Un detective de la policía de la ciudad de Nueva York y superior de KD.
- Katie McGrath como el juez
- Ray McKinnon como Jenkins
- Adam Shapiro como Lemmy
- Mark Musashi como Hansel
- Marina Mazepa como Gretel

## Episodios
| N.º | Título                                            | Dirigido por         | Escrito por | Fecha de lanzamiento original |
| --- | ------------------------------------------------- | -------------------- | --- | ----------------------------- |
| 1 | «Night 1: Brothers in Arms» «Hermanos de armas»   | Albert Hughes        | Greg Coolidge, Kirk Ward & Shawn Simmons                                                                           | 22 de septiembre de 2023      |
| En la década de 1970, durante una fiesta de Año Nuevo en el Hotel Continental en Nueva York, Frankie Scott roba una prensa utilizada por la Alta Mesa para acuñar monedas de oro. El gerente del Continental, Cormac O'Connor, crio a Frankie y a su hermano Winston, ahora distanciado, desde la infancia como delincuentes. Presionado por la Alta Mesa, secuestra a Winston de Londres, donde se fue para buscar otras oportunidades, a Nueva York para interrogarlo sobre el paradero de Frankie. Winston dice no saber nada, pero Cormac lo ha seguido. El viejo colega de Winston, Charlie, lo conecta con los hermanos Lou y Miles, pistoleros y dueños de un dojo de karate. Miles, el viejo compañero de la Guerra de Vietnam de Frankie, conduce a Alphabet City, donde Winston encuentra a Frankie y su esposa Yen escondidos en un cine abandonado, donde son atacados por los asesinos de Cormac. El trío regresa a Charlie, pero uno de los asociados de Charlie los ha traicionado a Cormac. Los persiguen hasta el techo de un edificio donde Frankie ha colocado un helicóptero. Con Yen y el piloto heridos, Frankie se sacrifica y es asesinado a tiros por los mudos asesinos gemelos Hansel y Gretel. La pareja regresa a Cormac, pero sin la prensa de monedas. Winston, con la intención de vengarse, lleva a Yen al dojo y les pide que le suministren armas.                    |                                                   |                      | |                               |
| 2 | «Night 2: Loyalty to the Master» «Lealtad al amo» | Charlotte Brändström | Guión: Shawn Simmons, Greg Coolidge, Kirk Ward & Ken Kristensen Historia: Greg Coolidge, Kirk Ward & Shawn Simmons | 29 de septiembre de 2023      |
| Jurando vengar a Frankie, Winston planea destruir a O'Connor tomando el control del hotel. Winston reúne un equipo que incluye a Miles, Lou y Lemmy. A pesar de guardarle rencor a Winston, Yen se une al equipo para vengar a Frankie y proporciona un dibujo del diseño del hotel. El Adjudicador de la Mesa Alta visitó el hotel y le dio a O'Connor un plazo de tres días para recuperar la prensa. Lou tiene un encontronazo con el nuevo jefe de la mafia china, queriendo mantener el dojo de su padre sagrado en su memoria y libre de la influencia del hampa local. Mientras tanto, Charon le escribe a su padre, a quien O'Connor pretende traer a Estados Unidos desde Nigeria, donde Charon se siente más seguro. Thomas, el violonchelista del hotel, planea dejar su trabajo para estudiar en un conservatorio de música en Irlanda. Le pide a Charon que se una a él, pero Charon se niega, alegando que es leal a O'Connor. El equipo de Winston se acerca a Charon para reclutarlo, mientras que O'Connor asesina a Thomas. En el hotel, Charon se sorprende al ver el cadáver de Thomas. O'Connor le dice que pretende que su padre trabaje en el hotel como sustituto cuando llegue de Nigeria. Charon revela que Winston Scott formó un equipo para matarlo. |                                                   |                      | |                               |
| 3 | «Night 3: Theater of Pain» «Teatro del dolor»     | Albert Hughes        | Greg Coolidge & Kirk Ward & Ken Kristensen                                                                         | 6 de octubre de 2023          |
| Winston se alía con Mazie y ofrece un banco abandonado a cambio de que algunos de sus hombres ayuden a tomar el hotel. Los Gemelos secuestran a Winston y noquean a Lou y KD, quienes aparecieron buscándolo. Charon cambia su lealtad y ayuda a Winston a escapar de Cormac. El resto del equipo entra al banco, seguido de KD. KD es, en realidad, el único superviviente de la familia que Frankie y Winston quemaron por orden de Cormac y quiere vengarse de ellos; Winston se disculpa y escapa después de que Gene la hiere. Cormac va al piso secreto 13, donde hay una sala de control. Al darse cuenta de que su padre construyó el dojo asesinando a los antiguos inquilinos de la propiedad, Lou lo bombardea y se une al equipo en el hotel. El equipo mata a la mayoría de los hombres de Cormac, incluyendo a los Gemelos. Cormac inicia el protocolo Defensionum para destruir el hotel. Winston y KD lo capturan, y lo matan tras escuchar a Cormac confesar haber preparado deliberadamente el asesinato de su familia. Ahora, al saber la verdad, KD libera a Winston. Winston ignora el protocolo y salva el hotel. El Adjudicador luego felicita a Winston por hacerse cargo del hotel. Winston dice que encontró la prensa en el viejo auto donde él y Frankie vivían de niños y que ahora está detrás de la bóveda del banco de Mazie. Luego mata al Adjudicador frente al hotel. |                                                   |                      | |                               |

## Producción

### Desarrollo
Mientras planeaban la historia de John Wick: Capítulo 3 – Parabellum en enero de 2017, Derek Kolstad y Chad Stahelski también estaban concibiendo ideas para una historia de precuela, sugiriendo que una precuela se contaría mejor en forma de serie de televisión. En junio de 2017, se confirmó que la serie estaba en pleno desarrollo, y la historia se llamaría The Continental, centrándose en el hotel que actúa como un refugio seguro para los asesinos en el universo de la franquicia. Lionsgate dio luz verde oficial al proyecto en enero de 2018 y planeó que la serie se emitiera en su red Starz. Los informes iniciales indicaron que Chris Collins actuaría como showrunner.
Stahelski inicialmente planeó dirigir el primer episodio de la serie y declaró que serviría como una historia de origen para varios de los personajes de John Wick. En abril de 2021, Kevin Beggs, presidente de Lionsgate Television, dijo que el equipo quería asegurarse de que la serie contribuyera a la construcción del mundo del universo de John Wick sin inhibir ningún plan para futuras películas. Después de escuchar múltiples lanzamientos de diferentes equipos creativos, Lionsgate se decidió por el enfoque presentado por Greg Coolidge, Kirk Ward y Shawn Simmons; y el formato del programa se reelaboró en una serie de eventos de tres episodios de 90 minutos que sigue a un joven Winston en la década de 1970. Coolidge y Ward fueron los nuevos showrunners, y Albert Hughes y Charlotte Brändström fueron contratados para dirigir.

### Casting
En octubre de 2021, se anunciaron los miembros del elenco, comenzando con Mel Gibson y seguido por el resto del elenco principal, incluido Colin Woodell como el joven Winston Scott, personaje de las principales películas de John Wick, quien es interpretado en las mismas por Ian McShane. Anuncios de casting adicionales en noviembre de 2021 revelaron que Peter Greene y Ayomide Adegun interpretarían versiones más jóvenes del tío Charlie y Charon, respectivamente, y Jeremy Bobb fue elegido como un nuevo personaje llamado Mayhew. En febrero de 2022, se anunciaron los papeles de Katie McGrath como "The Adjudicator", Ray McKinnon, Adam Shapiro como Lemmy, así como Mark Musashi y Marina Mazepa como Hansel y Gretel.

### Rodaje
La fotografía principal comenzó en noviembre de 2021 en Budapest, Hungría.

### Posproducción
En abril de 2023, la serie se retituló como The Continental: From the World of John Wick.

## Música
Se reveló que Raffertie estaba componiendo la partitura de la serie en abril de 2023.

## Lanzamiento
El 15 de agosto de 2022, Starz vendió la serie a Peacock.  En marzo de 2023, el presidente de Lionsgate Motion Picture Group, Joe Drake, declaró que se espera que la serie se estrene a fines de 2023 y también dijo que los episodios están "casi terminados". La serie se estrenará el 22 de septiembre de 2023. 